# Bernhard Fisch
Pour les articles homonymes, voir Fisch (homonymie).
 (septembre 2022).
La mise en forme du texte ne suit pas les recommandations de Wikipédia : il faut le « wikifier ».
Les points d'amélioration suivants sont les cas les plus fréquents. Le détail des points à revoir est peut-être précisé sur la page de discussion.
- Les titres sont pré-formatés par le logiciel. Ils ne sont ni en capitales, ni en gras.
- Le texte ne doit pas être écrit en capitales (les noms de famille non plus), ni en gras, ni en italique, ni en « petit »…
- Le gras n'est utilisé que pour surligner le titre de l'article dans l'introduction, une seule fois.
- L'italique est rarement utilisé : mots en langue étrangère, titres d'œuvres, noms de bateaux, etc.
- Les citations ne sont pas en italique mais en corps de texte normal. Elles sont entourées par des guillemets français : « et ».
- Les listes à puces sont à éviter, des paragraphes rédigés étant largement préférés. Les tableaux sont à réserver à la présentation de données structurées (résultats, etc.).
- Les appels de note de bas de page (petits chiffres en exposant, introduits par l'outil «  Source ») sont à placer entre la fin de phrase et le point final[comme ça].
- Les liens internes (vers d'autres articles de Wikipédia) sont à choisir avec parcimonie. Créez des liens vers des articles approfondissant le sujet. Les termes génériques sans rapport avec le sujet sont à éviter, ainsi que les répétitions de liens vers un même terme.
- Les liens externes sont à placer uniquement dans une section « Liens externes », à la fin de l'article. Ces liens sont à choisir avec parcimonie suivant les règles définies. Si un lien sert de source à l'article, son insertion dans le texte est à faire par les notes de bas de page.
- La présentation des références doit suivre les conventions bibliographiques. Il est recommandé d'utiliser les modèles {{Ouvrage}}, {{Chapitre}}, {{Article}}, {{Lien web}} et/ou {{Bibliographie}}. Le mode d'édition visuel peut mettre en forme automatiquement les références.
- Insérer une infobox (cadre d'informations à droite) n'est pas obligatoire pour parachever la mise en page.

Pour une aide détaillée, merci de consulter Aide:Wikification.
Si vous pensez que ces points ont été résolus, vous pouvez retirer ce bandeau et améliorer la mise en forme d'un autre article.
Bernhard Fisch (22 août 1926 - 18 novembre 2020) est un écrivain et chercheur allemand s'étant intéressé particulièrement au Massacre de Nemmersdorf et à l'évacuation des populations allemandes de Prusse-orientale.

## Biographie

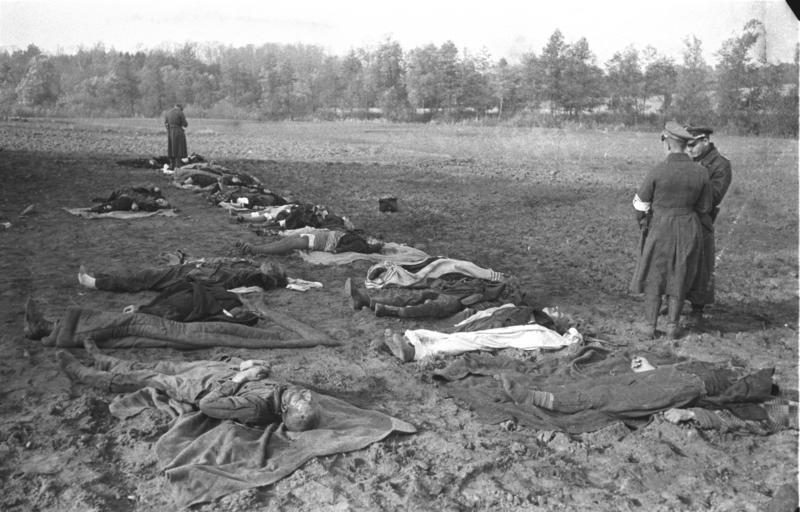
Victimes allemandes du massacre de Nemmersdorf, principal sujet d'intérêt de Fisch

Fisch est né à Willenberg(en), près d'Ortelsburg, en Prusse orientale en août 1926. Il fréquente l'école primaire de sa ville natale avant de devoir aller au Realgymnasium à Ortelsburg. Pendant la Seconde Guerre mondiale, il est enrôlé dans la Wehrmacht et combat en Prusse orientale et en Haute-Bavière. Il y est blessé et fait prisonnier de guerre.
En 1945, sa famille est contrainte de quitter son domicile en raison de l'expulsion des populations Allemandes en Prusse orientale et se retrouve en Thuringe, qui deviendra en 1949 une partie de la République démocratique allemande (Allemagne de l'Est). À 19 ans, il retourne à l'école afin d'obtenir son Abitur. Il obtient ensuite un emploi à temps plein dans l'organisation du parti socialiste pour les jeunes, Freie Deutsche Jugend, mais le perd en raison d'une violation du culte de la personnalité ("Verstoß gegen den Personenkult"). Il devient professeur dans une Erweiterte Oberschule à Suhl jusqu'en 1957. Il se marie en 1950, et a une fille et deux petits-enfants, qui vivent depuis 1958 à Stadtroda. Il étudie la pédagogie et la slavistique et obtient un doctorat. Il publie aussi sur les méthodes d'enseignement des langues étrangères et a été assistant scientifique pendant six ans à Gera.
Dans les années 1970, il s'intéresse à l'histoire de la Prusse orientale et aux expulsions, toutes deux considérées comme taboues en RDA. Lors d'une conférence de communistes en Thuringe en 2004, il présente un livre de 1945, contenant des images du paysage de la Prusse orientale, qui avaient dû être publiées sans aucun nom géographique, car celles-ci étaient interdites par la censure. Durant cette conférence, il déclare également que durant les 10 mois qu'il avait passé à l'Université d'État Lomonossov de Moscou, il avait été arrêté par la police russe alors qu'il prenait l'avion pour Kaliningrad. Pendant Die Wende de 1989 à 1990 en RDA, Fisch a fondé une « organisation de réinstallés de la RDA », en utilisant l'ancienne formulation officielle, mais cette organisation a été fusionnée avec le Bund der Vertriebenen(en) (fédération des expulsés) ouest-allemand.
En 1990, année de la dissolution de la RDA au profit de la réunification allemande, il prend sa retraite. Profitant de sa connaissance de la langue russe et de l'ouverture des anciennes archives soviétiques à l'époque, il publie sur l'expulsion des Allemands, le rôle de Staline dans la création de la ligne Oder-Neisse, l'antigermanisme d'Ilja Ehrenburg, et principalement le massacre de Nemmersdorf.
Il est décédé à Stadtroda en novembre 2020 à l'âge de 94 ans,.

## Œuvres
(septembre 2022).
- Bernhard Fisch : Nemmersdorf 1944 – ein bisher unbekanntes zeitnahes Zeugnis. Dans : Zeitschrift für Ostmitteleuropa-Forschung Bd. 56 H. 1 (2007), S. 105–114 ( en ligne ).
- Bernhard Fisch : Nemmersdorf 1944 – nach wie vor ungeklärt. S. 155–167. Dans : Orte des Grauens. Verbrechen im Zweiten Weltkrieg, Hrsg. Gerd R. Ueberschär, Primus-Verlag ( en ligne ), Darmstadt 2003. (sur gleich-lesen.de en ligne ; Rezension . )
- Bernhard Fisch : Was haben die Augenzeugen wirklich gesehen ? Erfahrungsbericht über die Quellen zu den Ereignissen im ostpreußischen Nemmersdorf am 21. und 22. Oktober 1944. In: Bulletin für Faschismus- und Weltkriegsforschung H. 12 (1999), 30–65
- Bernhard Fisch : Ubej ! Tote ! Zur Rolle von Ilja Ehrenburgs Flugblättern in den Jahren 1944/45. Dans : Geschichte – Erziehung – Politik . bd. 8 (1997), S. 22–27, 5 Abb.
- Bernhard Fisch : Nemmersdorf, octobre 1944. Était à Ostpreußen tatsächlich geschah., Mit einem Nachw. de Ralph Giordano und einem Vorw. von Wolfgang Wünsche, édition ost, Verlag Das Neue Berlin (1997), (ISBN 3-932180-26-7)
- Bernhard Fisch : Stalin und die Oder-Neisse-Grenze, Helle Panke, Berlin 2000
- Bernhard Fisch : Die Striche des Josef W. Stalin. Vom Anteil der Kommunisten an der Vertreibung der Deutschen aus Ostmitteleuropa, trafo-Verlag, Berlin 2005, 449 S., (ISBN 3-89626-218-1)